# Bozouls
Bozouls (okcitansko Boason) je naselje in občina v južnem francoskem departmaju Aveyron regije Jug-Pireneji. Leta 2009 je naselje imelo 2.765 prebivalcev.

## Geografija
Kraj leži v pokrajini Rouergue ob okljuku reke Dourdou de Conques, 21 km severovzhodno od središča departmaja Rodeza.

## Uprava
Bozouls je sedež istoimenskega kantona, v katerega so poleg njegove vključene še občine Gabriac, La Loubière, Montrozier in Rodelle s 7.007 prebivalci.
Kanton Bozouls je sestavni del okrožja Rodez.

## Zanimivosti
- romanska cerkev Sainte-Fauste iz 12. stoletja,
- Trou de Bozouls, meander, ki ga je izoblikovala reka Dourdou v obliki podkve, premera 400 metrov, globine do 100 metrov.